# Nicolaus attenuatus
Nicolaus attenuatus är en insektsart som beskrevs av Stiller 1998. Nicolaus attenuatus ingår i släktet Nicolaus och familjen dvärgstritar. Inga underarter finns listade i Catalogue of Life.